# Ahantchuyuk
Ahantchuyuk (Pudding River Indijanci, French Prairie Indijanci), Kalapooian pleme koje je obitavalo oko rijeke Pudding River, pritoci Willamette u Oregonu. Prema mjestu stanovanja nazivani su i Pudding River Indians a rani naseljenici su ih nazivali i 
Ranim naseljenicima bili su poznati pod imenom French Prairie Indians. Teritorij im se prostirao sjeverno od današnjeg Salema, pa preko Francuske prerije (French Prairie) do Willamette Fallsa, kao i duž rijeke Pudding i donjeg toka Molalla Rivera. Sjeverno od njih bili su Chinooki iz plemena Multnomah.
Jezik ovih Indijanaca bio je dijalekt jezika santiam. Brojno stanje po nekima bilo je oko 200, 1780. Njihovi srodnici iz drugih Calapooya plemena smješteni su na rezervat Grand Ronde u Oregon, gdje danas žive pod imenom  'Confederated Tribes of the Grand Ronde Community of Oregon', među njima međutim nije spomenut niti jedan pripadnik Ahantchuyuka u popisu iz 1910. godine.
Značenje imena nije poznato, a javlja se u sličnim varijantama, Ahándshiyuk (njihovo vlastito ime), Ahandshuyuk amim (ime od Lakmiuta), Ahántchuyuk amim (naziv od Kalapuya). Drugi Indijanci nazivali su ih Hanchiuke.
Bili su vješti lovci.

## Vanjske poveznice
- The First People of Clackamas County  Arhivirana inačica izvorne stranice od 19. kolovoza 2010. (Wayback Machine)